# Propietat física
Una  propietat física  és una qualitat d'un objecte o sistema físic a la qual se li poden assignar diferents valors com a resultat d'un mesurament quantitatiu. Segurament entre les primeres magnituds definides resulten la longitud d'un segment i la superfície d'un quadrat. Les magnituds físiques es quantifiquen utilitzant un patró que tingui ben definida aquesta magnitud, i prenent com a unitat la quantitat d'aquesta propietat que tingui l'objecte patró. Per exemple, es considera que la longitud del metre patró és 1.
Existeixen magnituds bàsiques i derivades, i constitueixen exemples de magnituds físiques: la massa, la longitud, el temps, la càrrega elèctrica, la densitat, la temperatura, la velocitat, l'acceleració, i l'energia. En termes generals, és tota propietat dels cossos que pot ser mesurada. Del que s'ha dit es desprèn la importància fonamental de l'instrument de mesura en la definició de la magnitud.
L'Oficina Internacional de Pesos i Mesures, mitjançant el Vocabulari Internacional de Metrologia (International Vocabulary of Metrology, VIM), defineix la magnitud com  un atribut d'un fenomen, un cos o substància que pot ser distingit qualitativament i determinat quantitativament .
A diferència de les unitats emprades per expressar el seu valor, les magnituds físiques s'expressen en cursiva: així, per exemple, la "massa" s'indica amb " m ", i "una massa de 3 quilograms" l'expressarem com a m = 3 kg.

## Tipus de magnituds físiques
Les magnituds físiques poden ser classificades d'acord amb diversos criteris:
- Segons la seva forma matemàtica, les magnituds es classifiquen en escalars, vectorials o tensorials.
- Segons la seva activitat, es classifiquen en magnituds extensives i intensives.

### Magnituds escalars, vectorials i tensorials
- Les magnituds escalars són aquelles que queden completament definides per un nombre i les unitats utilitzades per a la seva mida. És a dir, les magnituds escalars estan representades per l'ens matemàtic més simple, per un nombre. Podem dir que posseeixen un mòdul, però que no tenen direcció i sentit. El seu valor pot ser independent de l'observador (vg: la massa, la temperatura, la densitat, etc.) O dependre de la posició o estat de moviment de l'observador (vg: l'energia cinètica)
- Les magnituds vectorials són aquelles que queden caracteritzades per una quantitat (intensitat o mòdul), una adreça i un sentit. En un espai euclidià, de no més de tres dimensions, un vector es representa mitjançant un segment orientat. Exemples d'aquestes magnituds són: la velocitat, l'acceleració, la força, el camp elèctric, intensitat lluminosa, etc.

A més, en considerar un altre sistema de coordenades associat a un observador amb diferent estat de moviment o de orientació, les magnituds vectorials no presenten invariància de cada un dels components del vector i, per tant, per relacionar les mesures de diferents observadors es necessiten relacions de transformació vectorial. En mecànica clàssica també el camp electroestàtic es considera un vector, però, d'acord amb la teoria de la relativitat aquesta magnitud, igual que el camp magnètic, ha de ser tractada com a part d'una magnitud tensorial.
- Les magnituds tensorials són les que caracteritzen propietats o comportaments físics modelitzables mitjançant un conjunt de nombres que canvien tensorialment l'hora de triar un altre sistema de coordenades associat a un observador amb diferent estat de moviment o d'orientació.

D'acord amb el tipus de magnitud, hem d'escollir lleis de transformació de les components físiques de les magnituds mesurades, per poder veure si diferents observadors van fer la mateixa mida o per saber quines mesures obtindrà un observador conegudes les d'un altre l'orientació i estat de moviment que fa al primer siguin coneguts.

### Magnituds extensives i intensives
Una magnitud extensiva  és una magnitud que depèn de la quantitat de substància que té el cos o sistema. Les magnituds extensives són  additives . Si considerem un sistema físic format per dues parts o subsistemes, el valor total d'una magnitud extensiva resulta ser la suma dels seus valors en cadascuna de les dues parts. Exemples: la massa i el volum d'un cos o sistema, l'energia d'un sistema termodinàmic, etc.
Una magnitud intensiva és aquella el valor no depèn de la quantitat de matèria del sistema. Les magnituds intensives té el mateix valor per a un sistema que per a cadascuna de les seves parts considerades com subsistemes. Exemples: la densitat, la temperatura i la pressió d'un sistema termodinàmic en equilibri.
En general, el quocient entre dues magnituds extensives dona com a resultat una magnitud intensiva. Exemple: massa dividida per volum representa densitat.

## Sistema Internacional d'Unitats
El Sistema Internacional d'Unitats es basa en dos tipus de magnituds físiques:
- Les set que pren com a fonamentals, de les quals deriven totes les altres. Són longitud, temps, massa, intensitat de corrent elèctric, temperatura, quantitat de substància i intensitat lluminosa.
- Les derivades, que són les restants i que poden ser expressades amb una combinació matemàtica de les anteriors.

### Unitats bàsiques o fonamentals del SI
Les magnituds bàsiques no derivades del SI són les següents:
- Longitud : metre (m). El metre és la distància recorreguda per la llum en el buit en 1/299 792 458 segons. Aquest patró va ser establert l'any 1983.
- Temps : segon (s). El segon és la durada de 9 192 631 770 períodes de la radiació corresponent a la transició entre els dos nivells hiperfins de l'estat fonamental de l'cesi -133. Aquest patró va ser establert l'any 1967.
- Massa : quilogram (kg). El quilogram és la massa d'un cilindre d'aliatge de Platí-Iridi dipositat a l'Oficina Internacional de Pesos i Mesures. Aquest patró va ser establert l'any 1887.
- Intensitat de corrent elèctric : ampere (A). L'ampere és la intensitat d'un corrent constant que, mantenint-se en dos conductors paral·lels, rectilinis, de longitud infinita, de secció circular menyspreable i situats a una distància d'un metre un de l'altre, en el buit, produiria una força igual a 2 × 10−7 newton per metre de longitud.
- Temperatura : kelvin (K). El kelvin és la fracció 1/273, 16 de la temperatura del punt triple de l'aigua.
- Quantitat de substància : mol (mol). El mol és la quantitat de substància d'un sistema que conté tantes entitats elementals com àtoms hi ha en 12 grams de carboni -12.
- Intensitat lluminosa : candela (cd). La candela és la unitat lluminosa, en una direcció donada, d'una font que emet una radiació monocromàtica de freqüència 540 × 1012 Hz i la intensitat energètica en aquesta direcció és 1/683 watts per estereoradian.

### Unitats Fonamentals en el Sistema Cegesimal CGS
- Longitud : centímetre (cm): 1/100 de l'metre (m) SI
- Temps : segon (s): La mateixa definició del SI
- Massa : gram (g): 1/1000 del quilogram (kg) de l'SI

### Unitats Fonamentals en el Sistema Gravitacional Mètric Tècnic
- Longitud : metre (m). La mateixa definició del SI.
- Temps : segon (s). La mateixa definició del SI.
- Força : quilogram-força (kg  f ). L'pes d'una massa d'1 kg. (SI), en condicions normals   de gravetat (g = 9,80665 m/s  2 ).

### Magnituds físiques derivades
Una vegada definides les magnituds que es consideren bàsiques, les altres són derivades i es poden expressar com combinació de les primeres.
Les unitats derivades s'usen per a les següents magnituds: superfície, volum, velocitat, acceleració, densitat, freqüència, període, força, pressió, treball, calor, energia, potència, càrrega elèctrica, diferència de potencial, potencial elèctric, resistència elèctrica, etc.
Algunes de les unitats utilitzades per a aquestes magnituds derivades són:
- Força : newton (N) que és igual a kg · m/s²
- Energia : joule (J) que és igual a kg · m²/s²